# Stonychophora glabra
Stonychophora glabra är en insektsart som beskrevs av Lucien Chopard 1940. Stonychophora glabra ingår i släktet Stonychophora och familjen grottvårtbitare. Inga underarter finns listade i Catalogue of Life.